# Makasar

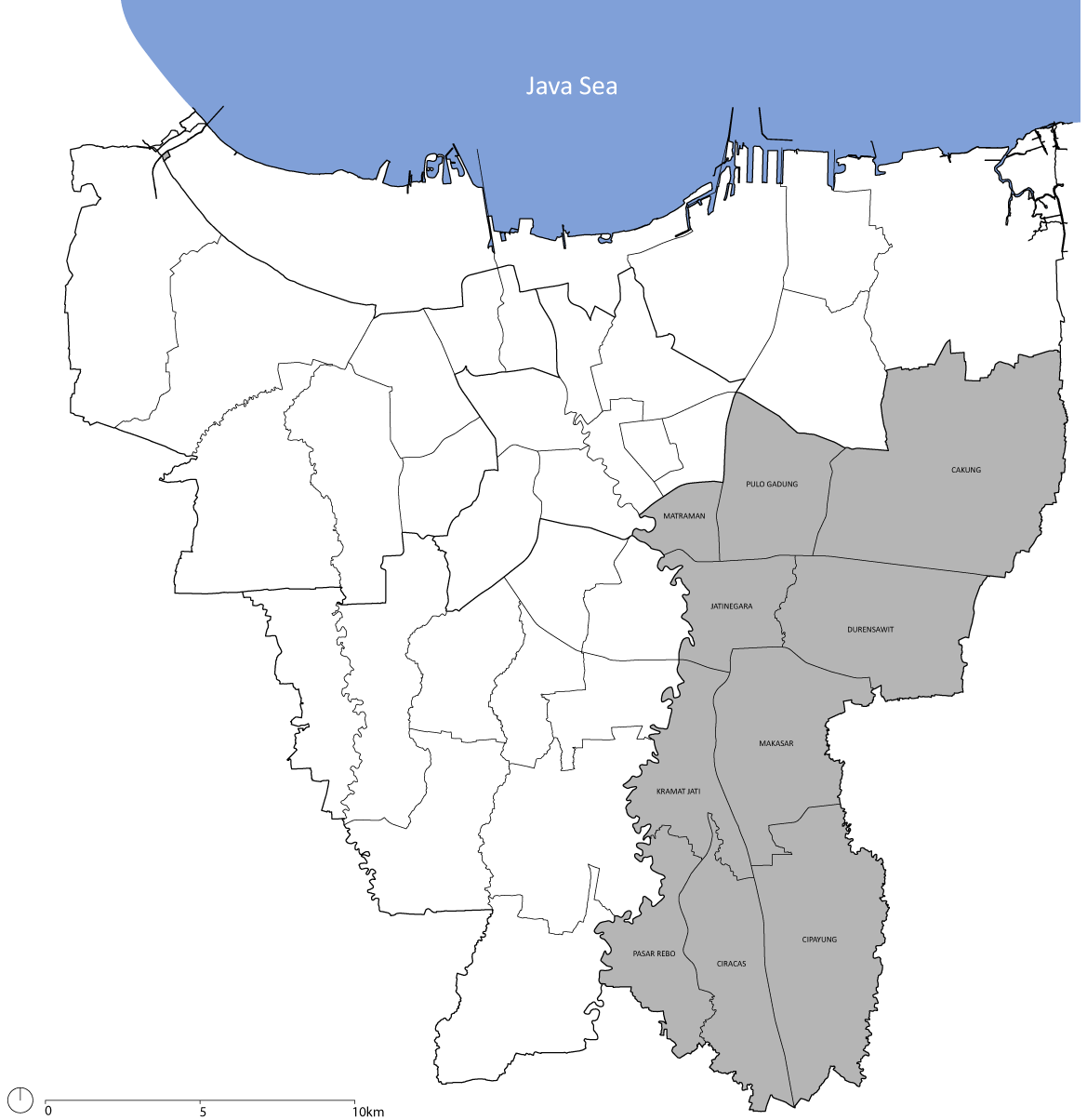

Makasar ist ein Stadtteil bzw. Distrikt (Kecamatan) von Ostjakarta (Jakarta Timur) in der Provinz Jakarta. Es hat eine Fläche von 21,64 km² und 157.261 Einwohner (Stand: 2000).
Das Unterbezirk Makasar grenzt im Norden an Kali Malang, im Osten an Fluss Sunter, im Westen an der Autobahn Jagorawi und im Süden an Taman Mini 2.

## Geschichte
Das früher als „Kampung Makasar“ (Dorf der Makassaren) bekannte Gebiet umfasst das heutige Ortsteil bzw. Kelurahan Makasar und ein Teil von Kelurahan Kebon Pala und Kecamatan Kramat Jati. Es wurde Kampung Makasar genannt, weil die Makassaren unter der Führung von Kapitän Daeng Matara dort im Jahre 1686 ansiedelten. Sie waren ehemalige Kriegsgefangene gewesen, die nach Batavia (heutigem Jakarta) gebracht wurde, nach dem das Reich Gowa mit seinem König Sultan Hasanuddin von der Vereinigten Ostindischen Kompanie (VOC) gemeinsam mit ihren Verbündeten besiegt wurde.

## Ortsteilung
Das Kecamatan Makasar ist in fünf administrative Ortsteile (Kelurahan) unterteilt:
- Pinang Ranti, mit der Postleitzahl: 13560
- Makasar, mit der Postleitzahl: 13570
- Halim Perdanakusuma, mit der Postleitzahl: 13610
- Cipinang Melayu, mit der Postleitzahl: 13620
- Kebon Pala, mit der Postleitzahl: 13650